# نادي زستافوني
نادي زستافوني لكرة القدم (بالجورجية:საფეხბურთო კლუბი ზესტაფონი) نادي كرة قدم جورجي يلعب في دوري الدرجة الممتازة. تم تأسيس النادي في سنة 2004.

## وصلات خارجية
- الموقع الرسمي
- موقع جماهير الفريق